# 레바논의 종교
레바논의 종교 (2020) (CIA World Factbook)

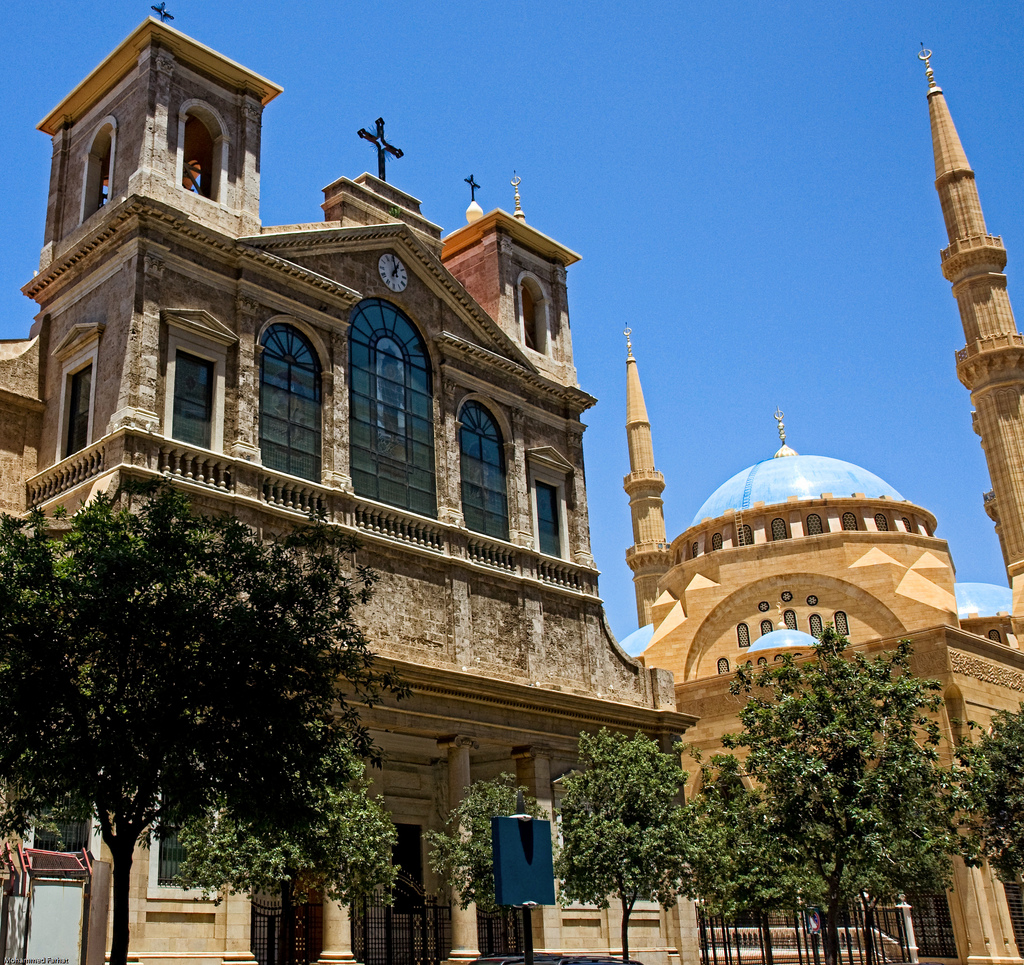
베이루트의 성 게오르기우스 마론 교회 대성당과 모함마드 알아민 모스크.

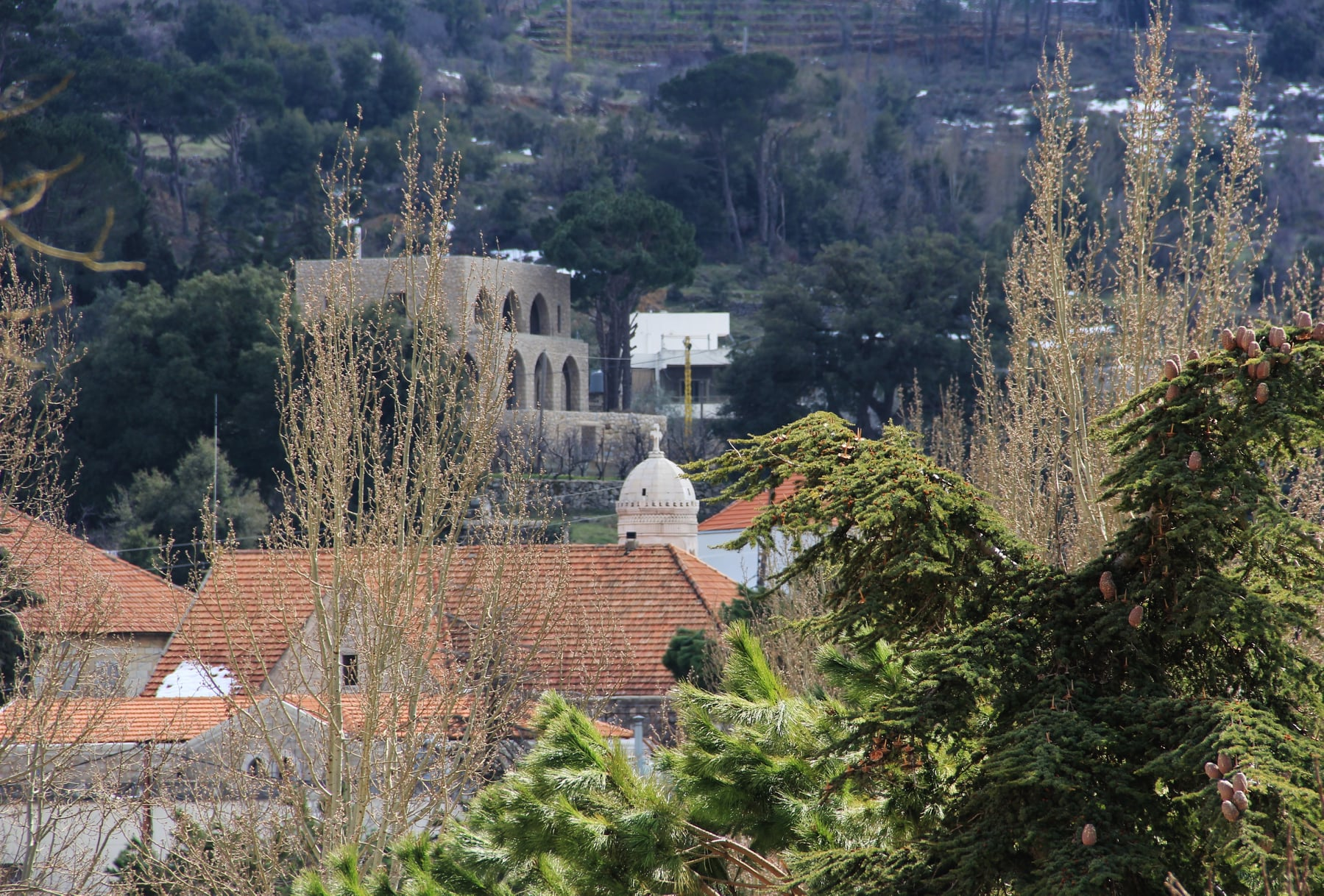
슈프산맥의 기독교 교회와 드루즈 콸와. 역사적으로, 슈프산맥의 기독교인과 드루즈교인들은 완벽하게 조화를 이루며 살아왔다.

레바논은 지중해 동부에 위치한 국가로, 공인된 종교 분파 18개로 이뤄지며 중동 내 가장 종교적으로 다양한 사회를 이루고 있다. 레바논의 종교에는 이슬람교 (수니파, 시아파, 소수의 알라위파 및 이스마일파), 기독교 (마론파, 그리스 정교회, 멜키트 그리스 가톨릭교회, 개신교, 아르메니아 사도교회) 등이 있다. 드루즈교 역시도 레바논 인구의 추정치 5%를 차지한다고 한다. 추가적으로, 레바논 밖에서 거주하는 레바논인 (디아스포라 포함)들 대부분은 기독교인들이다. 또한 레바논 인구의 다수가 난민 (2017년 기준 600만 명이 조금 넘는 인구 중에 150만 명)으로 추정되는데 이는 종교 통계에도 영향을 미쳤다. 대부분이 시리아나 팔레스타인 출신들인이 난민들은 수니파가 대부분이나, 기독교인들이나 시아파 역시도 포함하고 있다.
레바논은 내전 이후 이슬람교도들이 다수가 된 중동의 다른 국가들과 차이를 보이고 있으며, 이슬람교도와 기독교도 모두가 국가 인구의 다수를 차지하며 다양하게 뒤섞인 남동유럽의 보스니아 헤르체고비나와 알바니아와 어느 정도 유사하다. 기독교인들은 레바논 내에서 한때 절대 다수였고 거의 1400만 명에 육박하는 디아스포라 인구 중에서 여전히 절대 다수를 이루고 있다. 레바논의 대통령은 전통적으로 마론파 기독교도이며, 수상은 수니파 이슬람교도가 맡고, 의회의장은 시아 이슬람교도가 맡고 있다.

## 종교별 인구
종교적 균형이라는 레바논의 종교적 민감성을 반영하며 1932년 이래로 공식적인 종교 인구조사 이뤄진 적이 없다.
이에 따라, 정확성을 띤 레바논 인구의 종교 정체성의 통계 자료 구성은 매우 어려우며, 가능성 높은 종교별 정체성에 따른 레바논 인구 통계를 내는 데 다양한 자료들이 사용된다.
다음은 레바논인들의 종교적 정체성을 완전히 대변한다고는 할 수 없는 자료들이다.
베이루트를 기반으로 한 연구팀인 Statistics Lebanon가 실시한 2012년에 이뤄진 한 연구는 레바논 인구의 54%가 이슬람교도 (시아파 27%, 수니파 27%)이고, 드루즈교도 5%, 기독교도 35.5% (마론파 21%, 그리스 정교회 8%, 그 밖의 기독교 집단 6.5%), 그 외 소수 종교 집단으로 이뤄졌다고 통계를 내렸다.
CIA의 월드 팩트북은 레바논의 상당한 시리아와 팔레스타인 난민들을 포함시키지 않았으나 2020년에 이슬람교도가 67.8% (수니파, 시아파, 소수의 알라위파와 이스마일파), 기독교도 32.4% (보통 마론 가톨릭교도가 가장 큰 기독교 집단이다), 드루즈교도 4.5%, 소수의 유대교도, 바하이교도, 불교도, 힌두교도가 있다고 통계내렸다.

## 레바논의 지리적 종교 분포

### 레바논의 이슬람교도
이슬람교도는 전체 인구의 많은 수를 차지하고 있고, 이들은 많은 종파들로 나뉘며, 수니파, 시아파, 알라위파, 이스마일파 등을 포함한다.
수니파는 서쪽의 베이루트, 트리폴리, 시돈 등 주로 대도시들 거주민들이다. 수니파는 또한 아카르, 이클렘 알 카룹(Ikleem al Kharoub), 서부 베카 계곡 등 교외 지역에도 위치했다.
시아파는 남부 레바논, 바알베크 지구, 헤르멜 지구, 남부 베이루트 (대베이루트의 남부)에 집중되어 있다.

### 레바논의 드루즈교도
레바논의 정치적 배분 (레바논 의회의 종교별 할당)하에서, 드루즈교 지역 사회는 이슬람교도와 아주 다른 신앙을 갖고 있음에도 레바논의 이슬람교도와 합하여 의회의 50%를 형성하고 있다. 대부분의 드루즈교도는 이슬람교도로서 정체성을 띠지는 않으며, 이슬람의 다섯 기둥도 받아들이지 않는다.

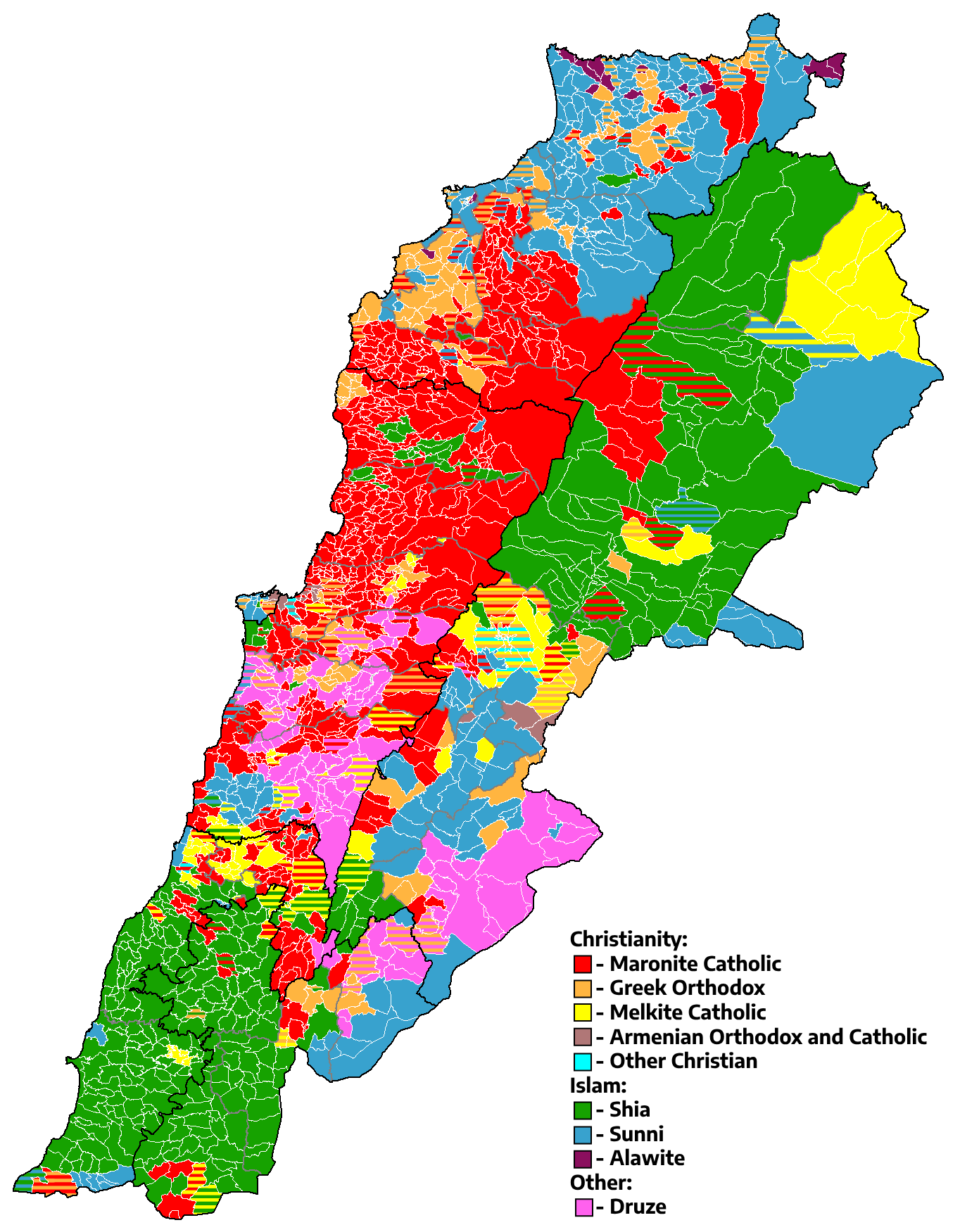
지자체의 선거 자료에 따른 레바논의 종교 지도

드루즈교도들은 마튼, 가르브(Gharb), 슈프, 와디알 타임, 베이루트, 베이루트 교외 지역들에 위치한 것으로 알려졌다. 드루즈교도는 알레이, 슈이파트, 라샤야, 라스엘마튼, 바클린 같은 도시들에서 다수를 이루고 있다.

### 레바논의 기독교도
레바논의 기독교도들은 많은 종파들과 로마 가톨릭교회의 몇몇 분파로 나뉘어 있으며, 예시로 마론 교회, 그리스 가톨릭교회 (멜키트), 그리스 정교회, 동방 정교회 (시리아 교회, 아르메니아 교회, 콥트 교회 등), 동방 교회 (아시리아 교회), 개신교 등이 있다.
레바논의 마론 교회교도들은 대베이루트의 북부 지역, 레바논산주의 북부 지역, 북부주의 남부 지역, 베카주의 일부, 남부주에 집중되어 있다.
그리스 가톨릭교도들은 나라 전역에서 발견되지만 특히나 레바논산의 동부 지역들과 자흘레에서 다수를 이루고 있다.
레바논의 그리스 정교회교도들은 북부 베이루트에 집중되어 있으며, 즈가르타, 브샤리, 쿠라, 바트룬 등을 포함한 북부주도 마찬가지로 마찬가지이다.
레바논의 개신교도들은 베이루트와 대베이루트 내에 주로 집중되어 있다.
그 외 레바논의 기독교 종파들은 베이루트 동부 (대베이루트의 북부), 레바논산, 자흘레, 제진 등에 집중되어 있다.

### 레바논의 유대교도
2018년 기준으로, 레바논 내 유대인들은 전체 인구 0.08% 혹은 69명으로 공인된 종교 집단에서 가장 작았다.

## 종교와 사회

### 종교와 정치
마론파 가톨릭 교도들과 드루즈교도 등이 18세기 초 현대의 레바논 국가를 건국하여, 레바논산 무타사르리프령 내 마론-드루즈 이원주의 체계로 알려진 정부 사회 체제로서 다스렸다.
종교는 레바논 정치에서 중대한 역할을 하고 있으며 일부 연구자들은 레바논 내 종교 체계를 '정치와 종교라는 자궁에서 나온 것'으로 묘사하였다. 1943년에 프랑스에서 독립한 이후, 레바논의 지도자들은 국가 협약으로 알려진 종교 정체성에 따라 레바논의 정치 지위를 분배하기로 동의했다. 그때 이래로, 대통령은 항상 마론 기독교도이고, 수상은 수니파 이슬람교도이며, 의회 의장은 시아파 이슬람교도여야만 한다.
대부분의 정당들은 각 종교 종파를 기반으로 하고 종교적 이익을 대변한다. 레바논에서는 성직자들이 정치 활동에 구성원이나 지도자로서 관여하는 것이 드문 일은 아니다.

## 현재 종교 및 정치적 문제
레바논의 여러 정치 및 종교 지도자들 간에 국민 협약으로 알려진 협의 조건에 따라, 대통령은 마론 교회 교도여야하고, 수상은 수니파 이슬람교도여야하고, 의회 의장은 시아파 이슬람 교도여야만 한다.
레바논이 종파 체계에 의한 통치를 받는 국가이기에, 혼인, 이혼, 상속 같은 가정 문제는 개인의 신앙을 대변하는 종교 기관들에게 전달된다. 민간 결혼(civil marriage)에 대한 요구가 종교 기관들에 만장일치로 거부되고 있으나 다른 국가들에서 행해진 민간 결혼은 레바논의 민정 기관에서는 인정을 받는다. 레바논의 경우에, 이에 따라 여러 레바논 커플들은 이러한 사례의 목적지로 잘 알려진 키프로스에서 민간 결혼을 올린다.
무종교는 나라에서 인정을 받지 못하고 있다. 그렇지만, 레바논 민간 계획 당국의 진지한 압력과 로비 활동을 통해, 내무부장관 지아드 바루드는 2009년애 레바논의 신분증에서 종교 구분을 없애도록 하겠다고 하였다.
2010년 4월, 페미니스트 얄다 유네스(Yalda Younes)가 공동으로 만든 세속 단체인 라티크 프라이드는 '레바논의 뿌리 깊게 자리 잡은 종교 체계의 종말'과 '세속 레바논'을 요구하였다. 라티크 프라이드는 가족법에 통일된 민법 체계를 적용할 것을 지지하였다.
2010년 4월 26일, 히즈브 우트 타리르의 베이루트 내 커져가던 인기와 이들의 이슬람 칼리파 국가로 재탄생하자는 요구에 대응하여, 라티크 프라이드의 행진이 베이루트에서 벌어졌다. 3일 뒤, 라티크 프라이드가 조직한 행진을 위해 70,000명이 순교자 광장에 모였다.
2011년, 수백 명의 시위자들이 나라의 권력안배주의적인 정치 체계의 개혁을 요구하며 2월 27일 베이루트에서 열린 라티크 프라이드의 행진에 집결하였다. 동시에, 사이다에서 평화 집회가 열렸다.
600명이 참여한 2012년 5월의 행진에서, 라티크 프라이드는 여성의 권리에 관한 4가지와 언론의 자유에 관한 2가지 등 여섯 가지 요구 사항을 발표하였다. Secular student clubs from 세인트 조지프 대학교 (USJ), 레바논 예술 대학교 (ALBA), 베이루트 아메리칸 대학교의 세속 성향의 학생 단체들 역시도 이 행진에 참여했다.
2019년 10월, 그리고 2020년 8월까지, 레바논을 괴롭히고 있는 다양한 문제들 가운데 종교 통치를 규탄한 10월 혁명으로 알려진, 지속적인 시민들의 집회가 레바논에서 벌어졌다. 알자지라의 언론인 Lina Khatib는 이 항의를 '종교를 관통하는' 항의라고 이름 붙이며 "그들은 베이루트뿐만 아니라 레바논 전역에서 시위를 벌이고 있다. 모든 종파의 정치 지도자들을 비판함과 동시에 정권 붕괴를 요구하고 있다."라고 하였다.

## 종교의 자유
2023년, 레바논은 종교의 자유 부문에서 4점 만점 중 3점을 기록했다.

## 갤러리

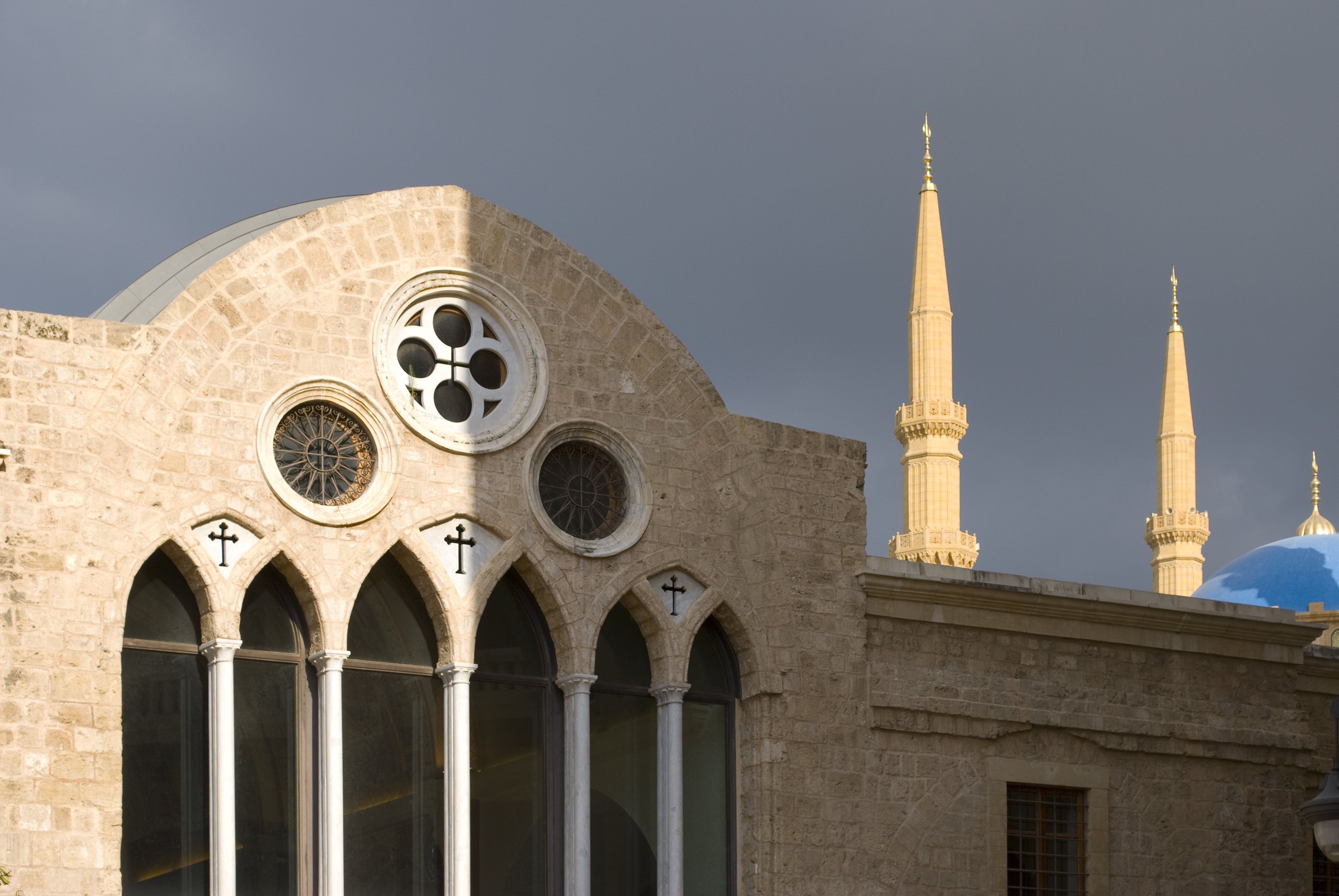
베이루트 시내의 성 그레고리오 동방 정교회 대성당
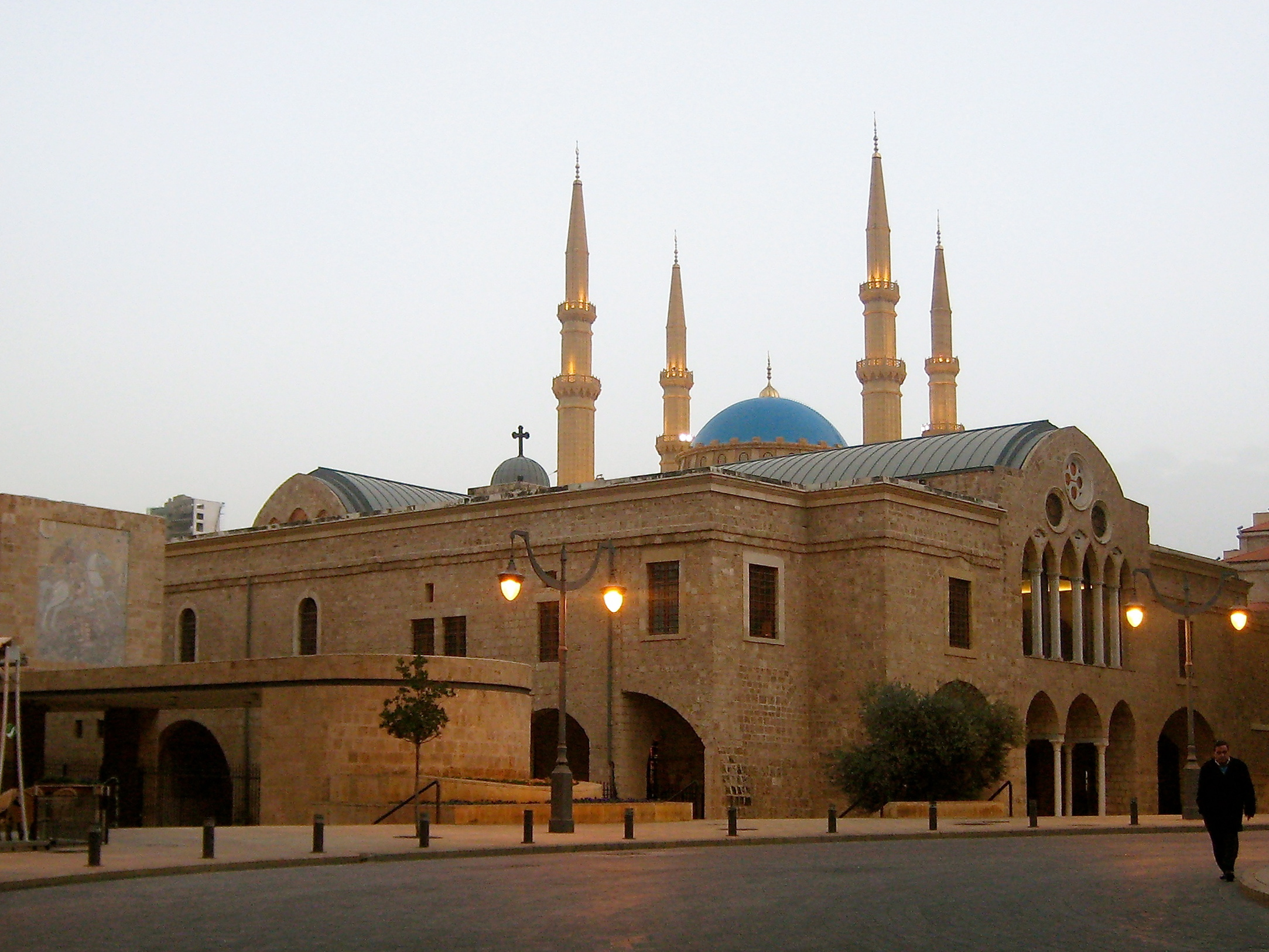
네즈메 광장의 성 그레고리오 그리스 정교회 대성당
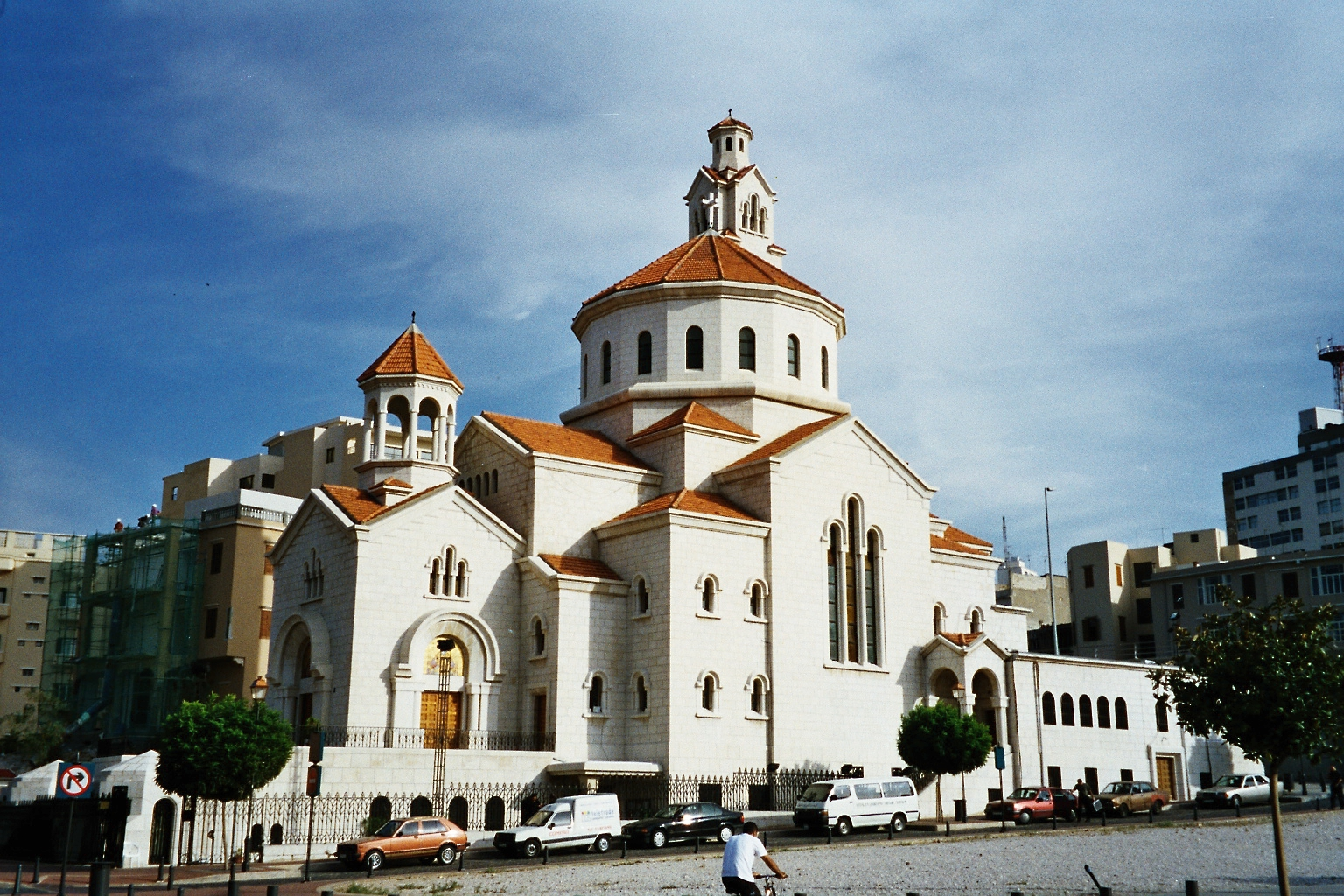
베이루트의 성 엘리야와 계몽자 그레고리오 대성당
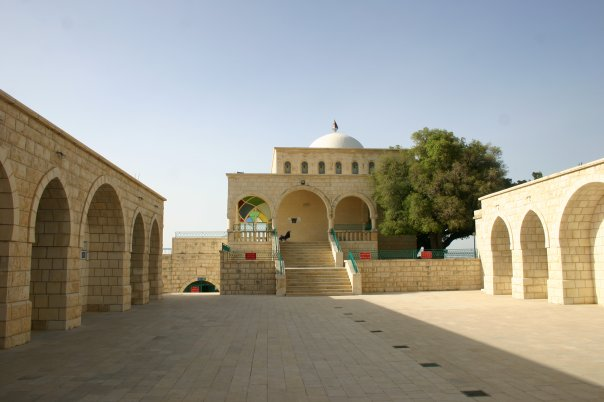
드루즈교의 선지자 욥의 성소
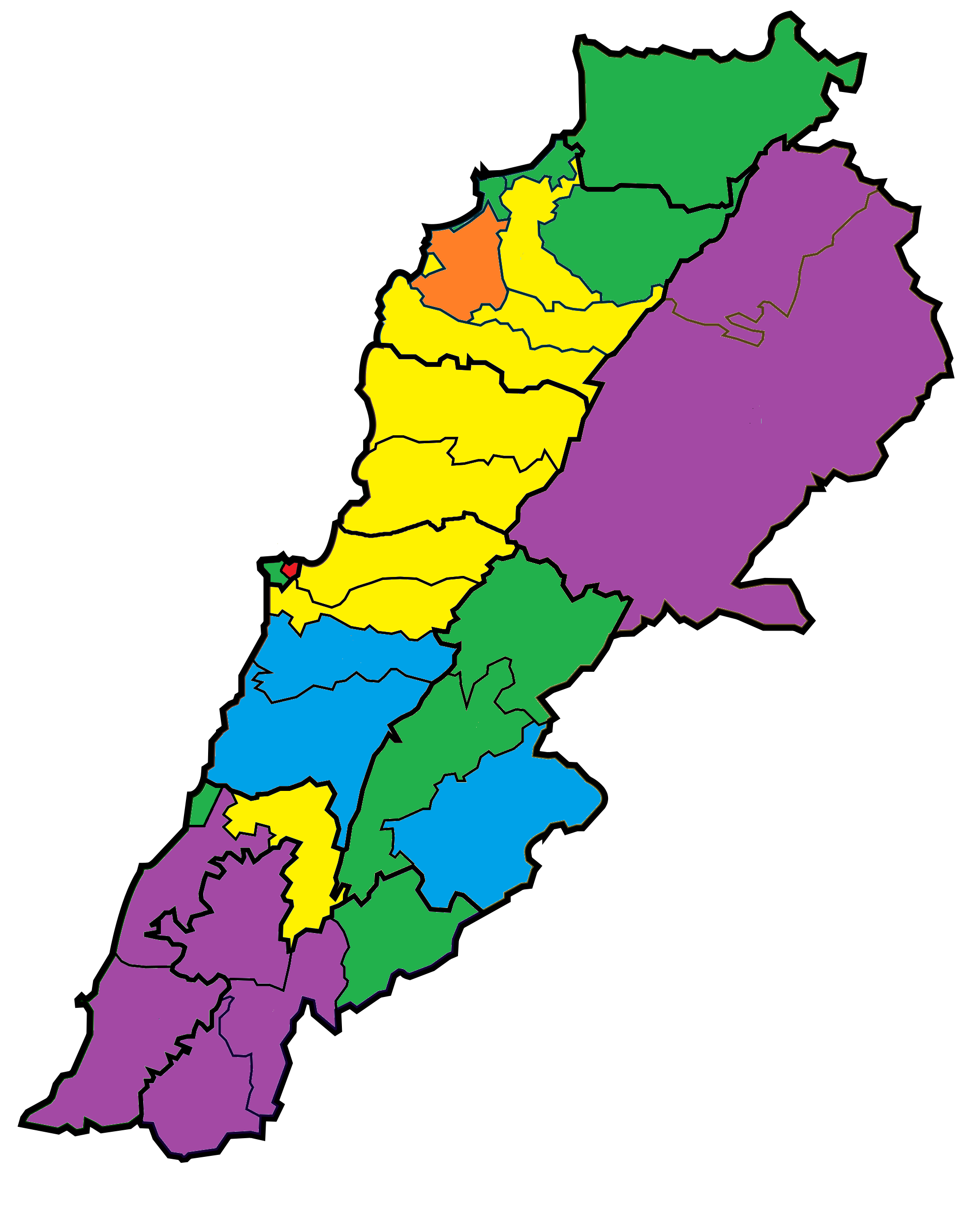
레바논 선거구 내 가장 큰 종교 집단 목록, 녹색 = 수니파 보라색 = 시아파 파랑 = 드루즈교 노랑 = 마론교회 주황= 그리스 정교회 빨강 = 아르메니아 정교회

## 같이 보기
- 레바논의 기독교
- 레바논의 이슬람교
- 레바논의 유대인 역사
- 레바논의 세속주의
- 레바논의 무종교
- 레바논의 종교의 자유
- 레바논의 프리메이슨
- 레바논의 인구